# لودفوردین
| سامانه   | ردیف     | اشکوب     | میلیون سال پیش |
| -------- | -------- | --------- | -------------- |
| دوونین   | پیشین    | لوخکووین  | → پس از آن     |
| سیلورین  | پریدولی  | پریدولی   | ۴۱۹٬۲–۴۲۳٬۰    |
| سیلورین  | لودلوو   | لودفوردین | ۴۲۳٬۰–۴۲۵٬۶    |
| سیلورین  | لودلوو   | گورستین   | ۴۲۵٬۶–۴۲۷٬۴    |
| سیلورین  | ونلاک    | هومرین    | ۴۲۷٬۴–۴۳۰٬۵    |
| سیلورین  | ونلاک    | شینوودین  | ۴۳۰٬۵–۴۳۳٬۴    |
| سیلورین  | لاندووری | تلیچین    | ۴۳۳٬۴–۴۳۸٬۵    |
| سیلورین  | لاندووری | آئرونین   | ۴۳۸٬۵–۴۴۰٬۸    |
| سیلورین  | لاندووری | رودانین   | ۴۴۰٬۸–۴۴۳٬۴    |
| اردویسین | پسین     | هیرنانتین | → پیش از آن    |

لودفوردین (انگلیسی: Ludfordian) در مقیاس زمانی زمین‌شناسی یک عصر از دور لودلاو از دوره سیلورین از دوران دیرینه‌زیستی از ابردوران پیدازیستی است که بازه زمانی ۰٫۹ ± ۴۲۶٫۵ تا ۲٫۳ ± ۴۲۳٫۵ میلیون سال پیش را در بر می‌گیرد.
لودفوردین در ستون چینه‌شناسی پس از عصر گورستین و پیش از دور پریدولی جای دارد.
نام این عصر از شهر لودفورد در شروپ‌شر انگلستان گرفته شده است.